# Donna al piano
Donna al piano (Grace Notes) è un romanzo di Bernard MacLaverty pubblicato nel 1997. Il libro partecipò alla selezione finale del Booker Prize.
Il titolo originale è un riferimento esplicito agli abbellimenti musicali, che un personaggio del libro descrive come "le note tra le note". Il potere salvifico dell'arte è uno dei temi principali del romanzo.

## Trama
Il libro ruota attorno alla depressione post-parto della protagonista, Catherine McKenna, un'insegnante di musica e compositrice dell'Irlanda del Nord che vive in Scozia. Deve affrontare i preparativi per il funerale del padre, resistere visioni inquietanti che riguardano sua neonata Anna, e soffrire le restrizioni imposte dalla Chiesa cattolica sulla sua famiglia e sulla sua infanzia. Combatte la sua depressione attraverso la composizione di musica, e tempo dopo comincia a comporre una sinfonia. Il romanzo si conclude con una trasmissione in diretta radiofonica della sua sinfonia.

## Edizioni
- Bernard MacLaverty, Donna al piano, Guanda, 1999,  p. 257, ISBN 88-8246-069-X.